# Andrův stadion
Andrův stadion je fotbalový stadion, na kterém hraje své domácí zápasy především klub SK Sigma Olomouc, avšak využíván je i pro zápasy české reprezentace. Stadion má kapacitu 12 566 míst k sezení.

## Historie
Jméno stadión nese po olomouckém velkoobchodníkovi Josefu Anderovi, který byl velkým příznivcem fotbalu, finančně podporoval SK Olomouc ASO a pro něj nechal v roce 1938 začít budovat nový moderní stadion. Stadión pro 20 000 lidí byl otevřen o dva roky později a jeho hlavní dominantou se stala železobetonová tribuna, kterou však zničili vojáci Wehrmachtu na sklonku druhé světové války, když vyhodili do povětří muniční sklad, který zřídili v útrobách tribuny. Po válce byla vystavěna pouze provizorní dřevěná tribuna, která však sloužila až do roku 1976.
Na jaře roku 1977 se začala budovat nová hlavní tribuna, která po dvou letech stavby přinesla pohodlí divákům i potřebné zázemí fotbalistům. V roce 1985 se začala stavět i protější (východní) tribuna, která byla dokončena v rekordním čase během zimní přestávky. Na jaře roku 1986 tak mohlo 6000 stojících diváků sledovat ligová utkání z příjemného nadhledu.

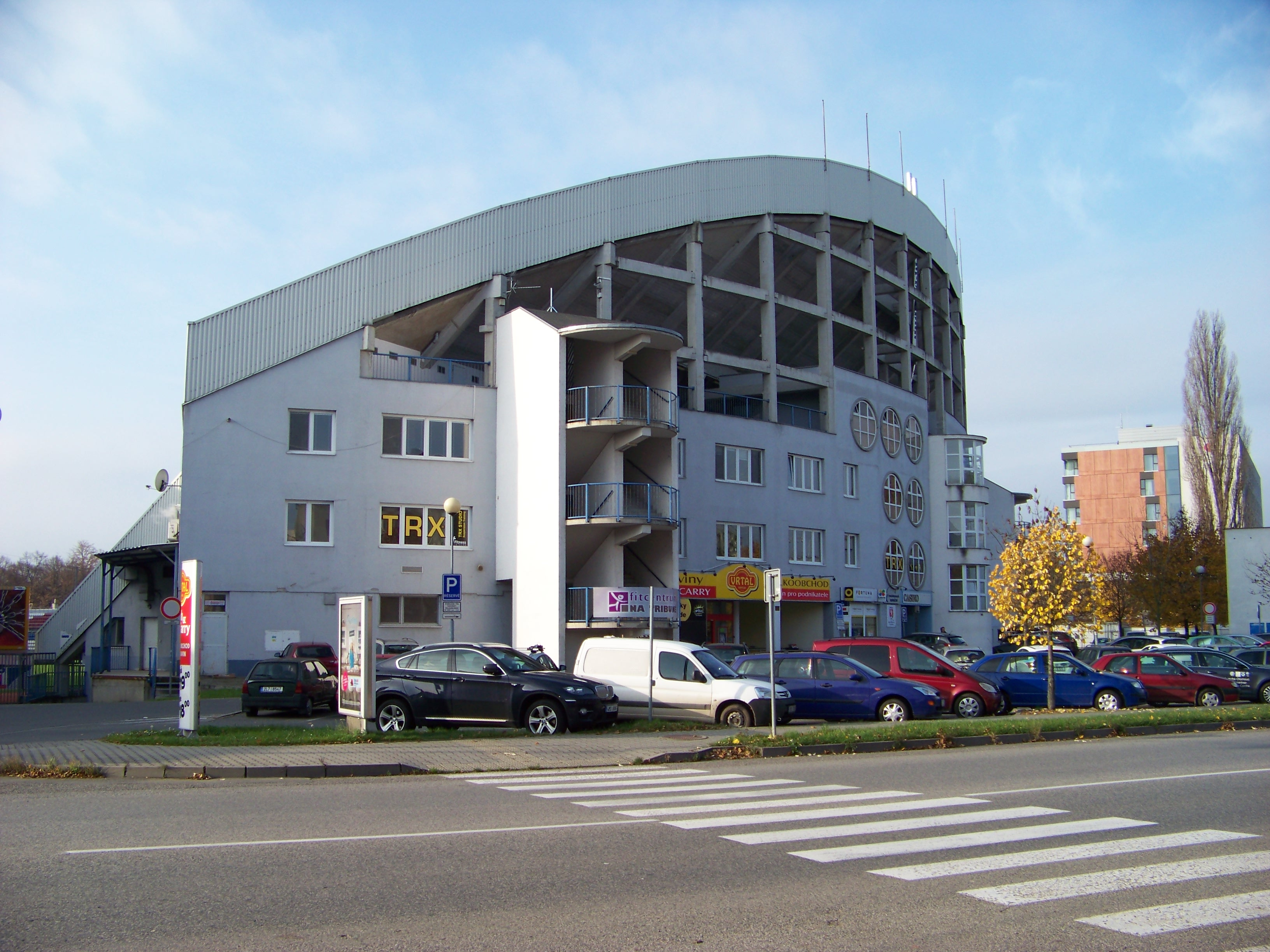
Severní tribuna z ulice Na střelnici

Z poloviny peněz za rekordní přestup Pavla Hapala do Bayeru Leverkusen v roce 1992 byla financována stavba umělého osvětlení. Další větší změny nastaly v roce 1998, kdy byla hlavní tribuna kompletně rekonstruována jen na místa k sezení, prodloužena až k hrací ploše a na jižním konci prodloužena až na úroveň brankové čáry. Na jižní straně stadionu byla v místě oválně zahnutých ochozů na stání postavena montovaná jižní tribuna, která měla premiéru při utkání 1. kola Poháru UEFA s Olympique Marseille (2:2). Po vzoru tribun Stade Vélodrome se pak začalo s výstavbou nové severní tribuny, která byla dokončena o dva roky později. První diváky hostila v srpnu roku 2000 při finálovém utkání Intertoto Cupu s italským Udinese Calcio (2:2). V roce 2001 byla také protější (východní) tribuna rekonstruována jen na místa k sezení, takže stadion začal splňovat nejpřísnější kritéria. V létě 2006 bylo instalováno vyhřívání trávníku, jenž byl po třinácti letech vyměněn.

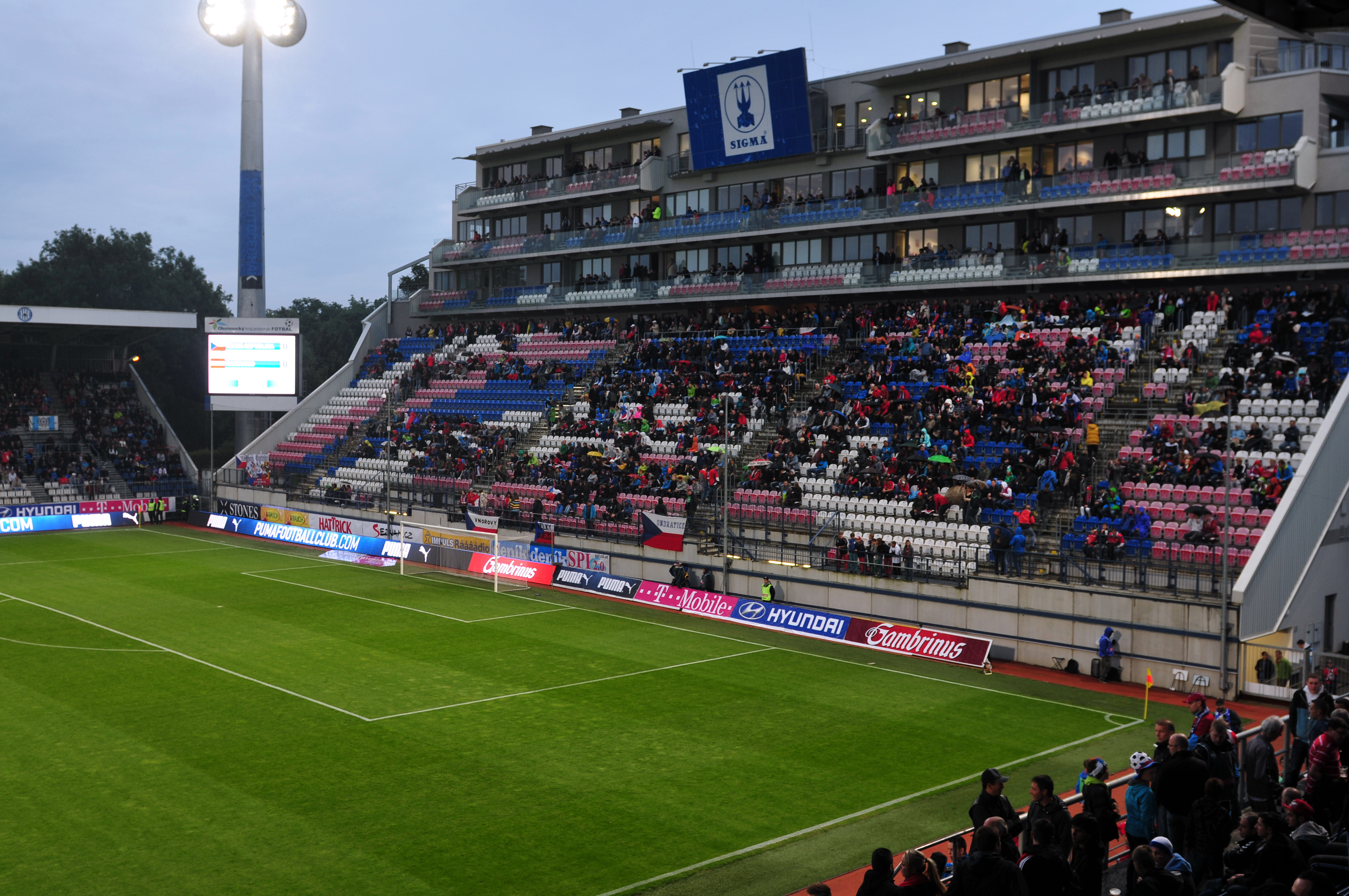
Jižní tribuna během reprezentačního duelu s Rakouskem v roce 2014

V roce 2009 byla demontována jižní tribuna a na jejím místě začala stavba nové tribuny, která architektonicky kopíruje její severní vzor. Kromě míst pro 2 534 (z toho 460 pro VIP) fanoušků se v útrobách stavby nachází 30 bytových apartmánů, skyboxy a technické zázemí klubu. Kapacita jižní tribuny je menší než kapacita tribuny severní, protože se zde nachází obří obrazovka a společenská místnost s výhledem na hrací plochu. Výstavba byla dokončena v roce 2010. V roce 2011 byla do rohu mezi jižní a východní tribunou umístěna nová velkoplošná obrazovka.
Dne 8. září 2019 byla pojmenována východní (protější) tribuna podle Karla Brücknera po exhibičním utkání mezi Týmem legend Sigmy a českým reprezentačním výběrem z roku 2004 (2:9) u příležitosti oslav 100 let od založení Sigmy Olomouc.
Na přelomu května a června 2024 prošlo modernizací umělé osvětlení, aby splňovalo požadavky UEFA a licenční podmínky pro první ligu. Město Olomouc jako vlastník stadionu investovalo do výměny výbojkových světel za moderní LED technologii celkem 11,5 milionu korun, přičemž více než 5 milionů získalo z dotace na snížení energetické náročnosti.
Převod stadionu do majetku města Olomouce byl završen v květnu 2025, kdy radnice získala i západní tribunu, dosud vyňatou kvůli dotačním podmínkám. Proces začal už v roce 2018, kdy město schválilo směnu za své akcie v klubu, a za stadion zaplatí celkem téměř 145 milionů korun ve splátkách. Tím Olomouc ochránila sportoviště před rozprodejem, zatímco Sigma se zbavila investiční zátěže a vytvořila stabilnější podmínky pro vstup nového vlastníka.
Dne 14. května 2025 zde na svém stadionu vybojovala domácí Sigma Olomouc triumf ve finále MOL Cupu, když ve finálovém utkání před 12 014 diváky porazila Spartu 3:1.

## Budoucnost
Do budoucna je plánováno prodloužení západní tribuny až k brankové čáře na jižní straně a zastřešení celého stadionu, čímž by se stadion zařadil mezi nejmodernější nejen v Česku, ale i celé Evropě.

## Název

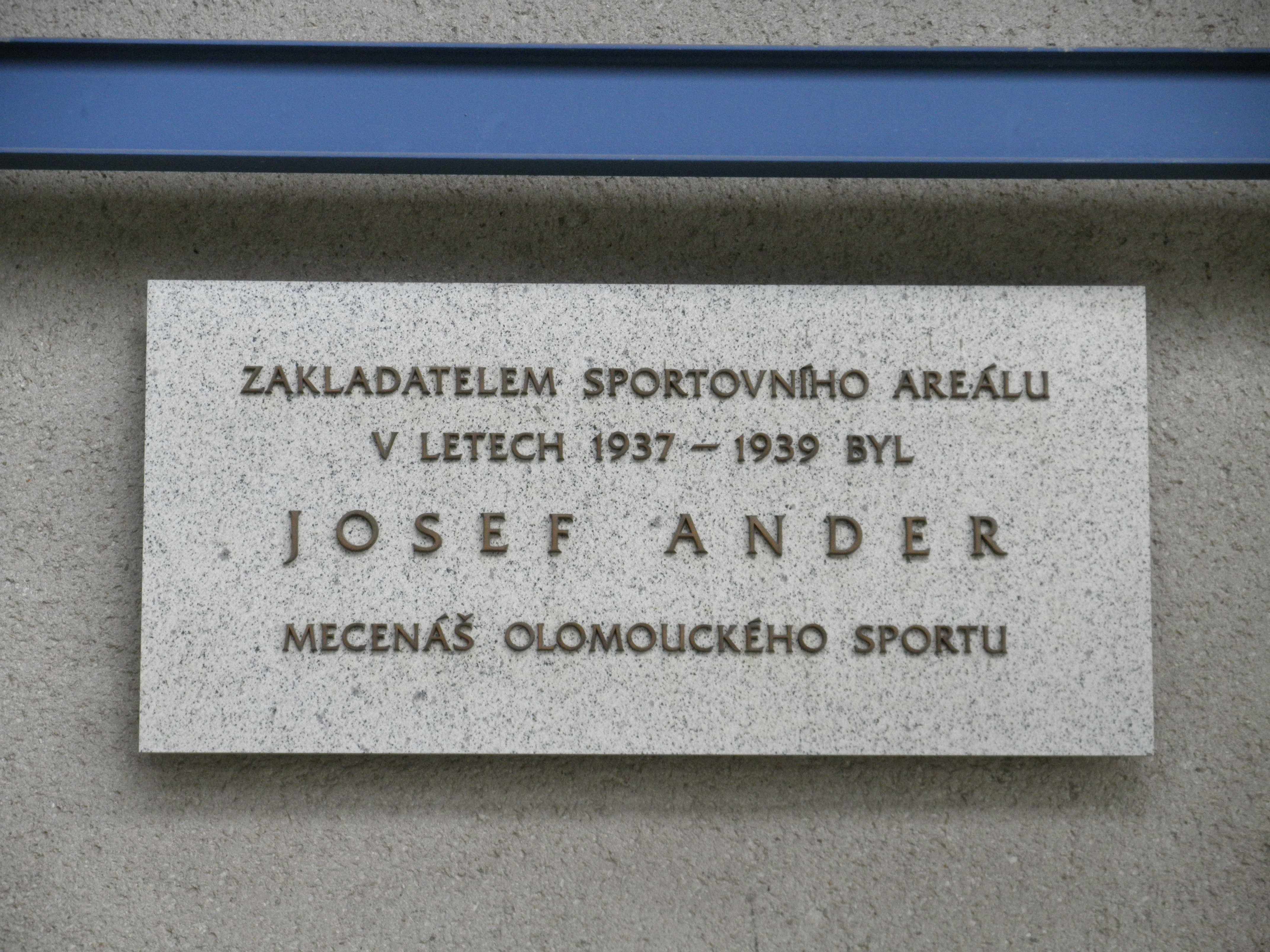
Pamětní deska věnovaná Josefu Anderovi.

Původní název se poprvé změnil v roce 1950 a to především z politických důvodů na „Stadion Míru“. Až v roce 1993 byl, z úcty k zakladateli areálu a mecenáši olomouckého fotbalu Josefu Anderovi, stadiónu opět navrácen původní název.

## Vybavení
Na stadionu je 4286 krytých míst. Má vyhřívaný trávník využívající technologii Fibresand. Andrův stadion byl prvním stadionem v České republice, který tuto technologii začal používat. Řadí se mezi nejmodernější stadióny Česka a splňuje všechna kritéria UEFA pro pořádání pohárových a reprezentačních zápasů.

## Galerie

Mezistátní fotbalové utkání Česko–Rakousko (pohled z hlavní tribuny)
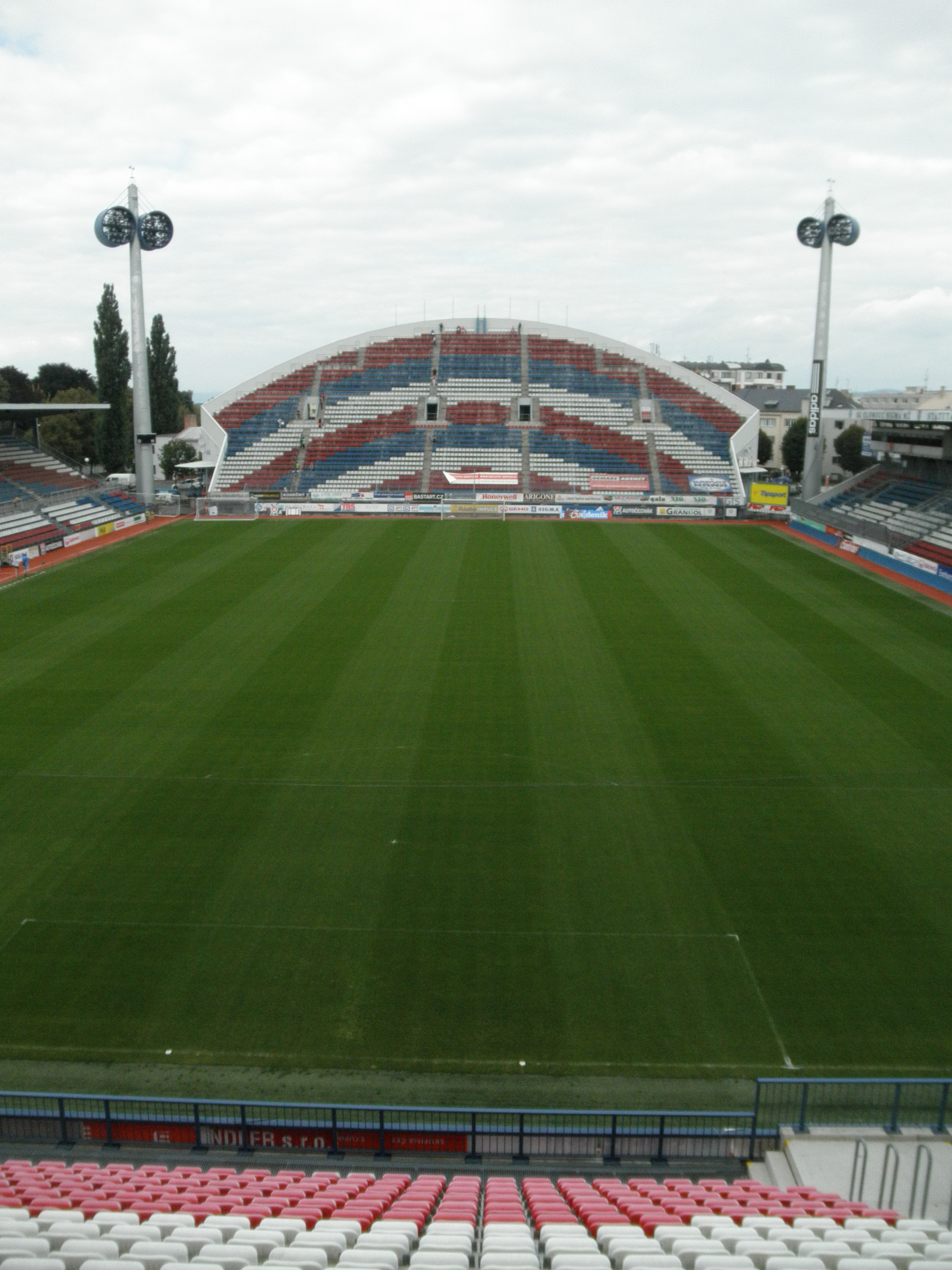
Pohled z jižní tribuny na severní tribunu
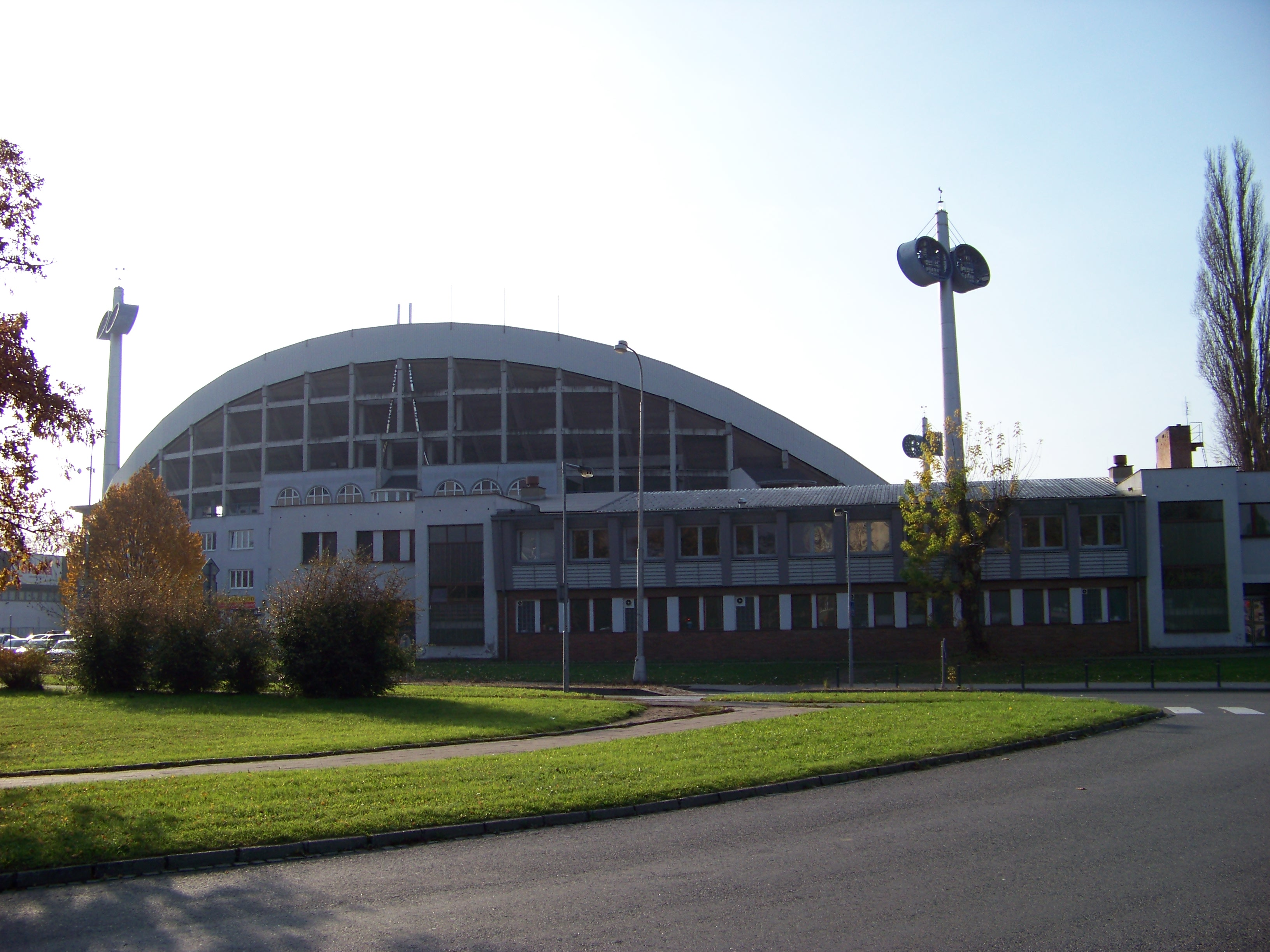
Pohled na severní tribunu zpoza stadionu
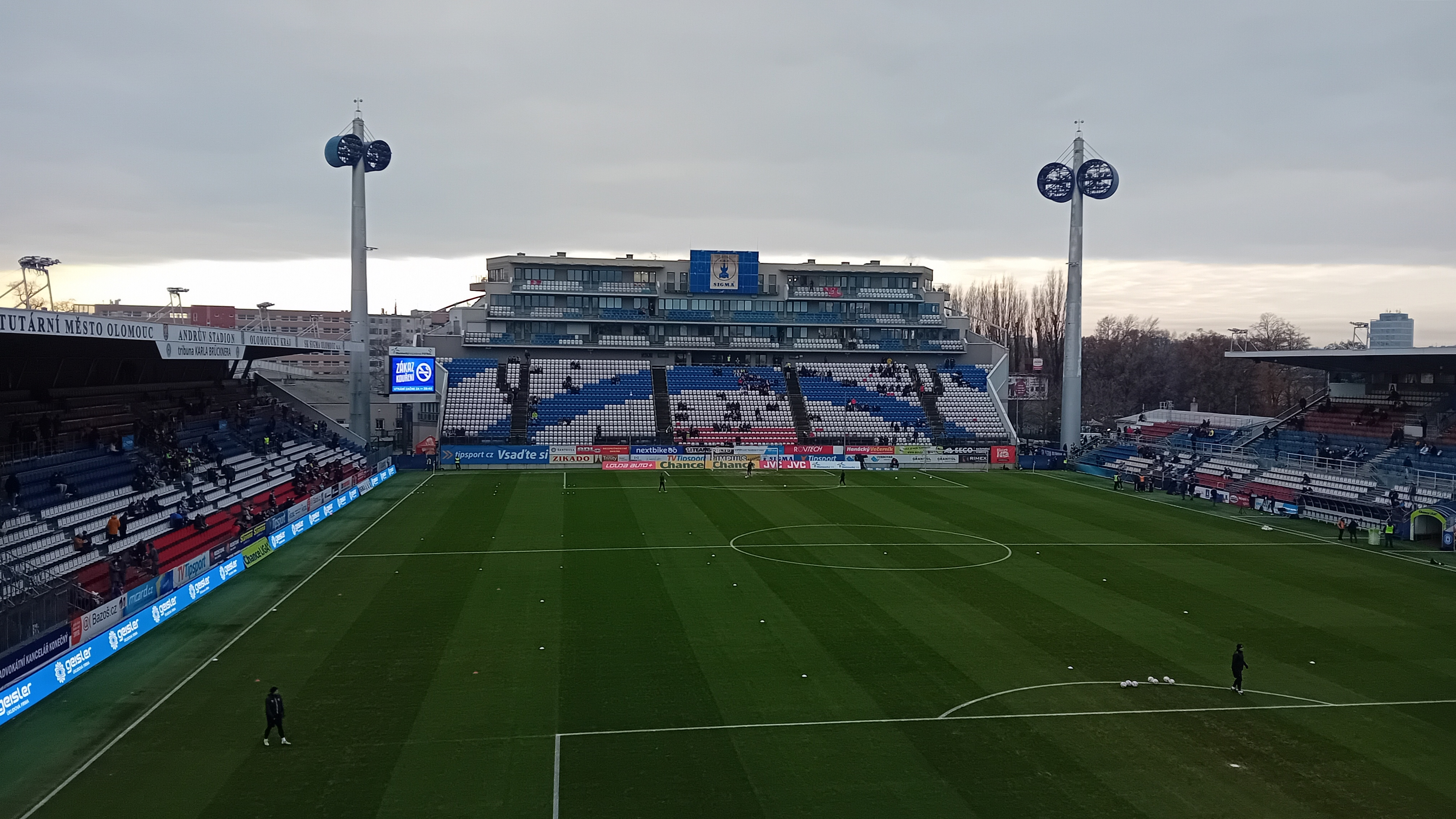
Pohled ze severní tribuny na jižní tribunu
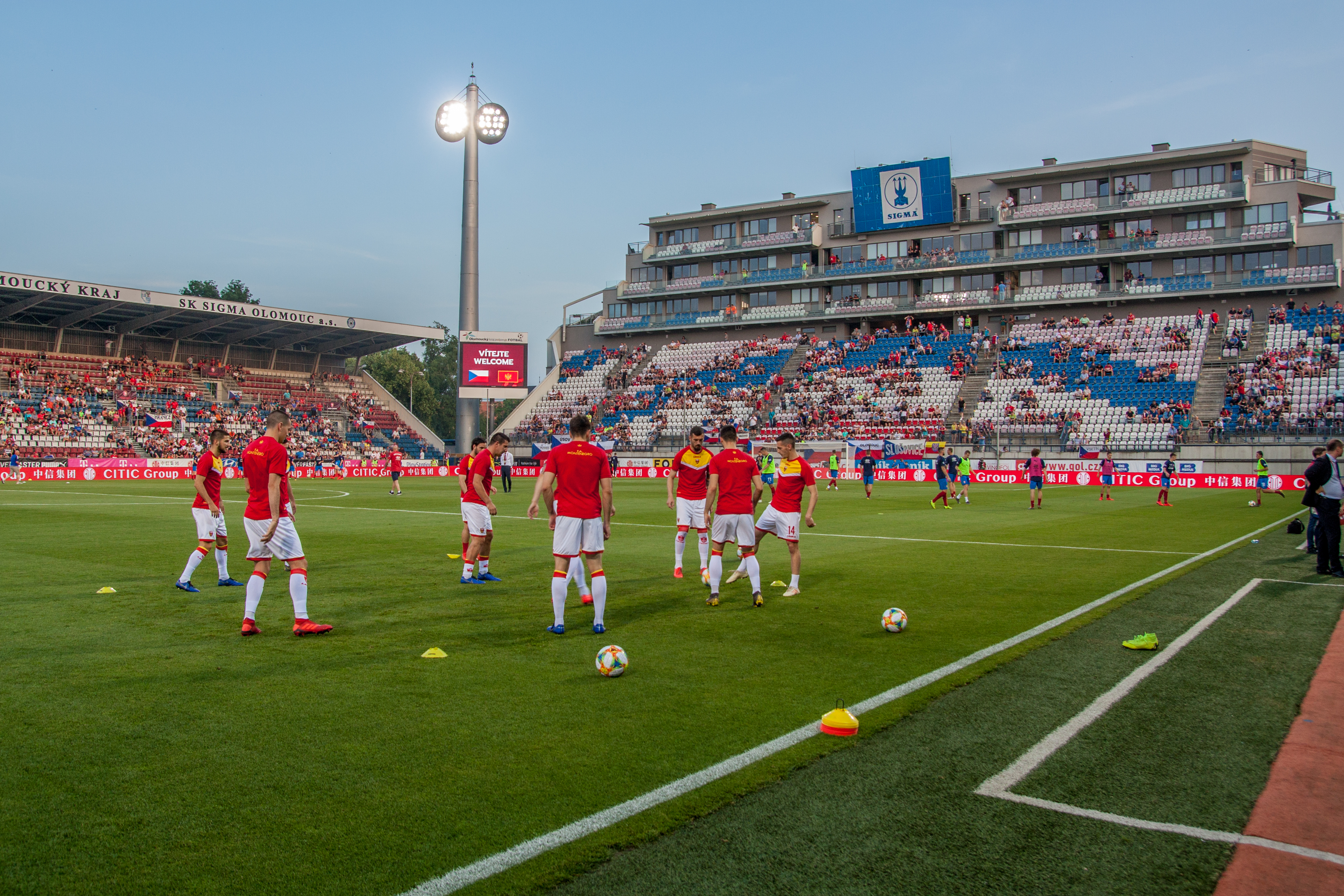
Stadion před zápasem proti Černé Hoře

## Návštěvnost
Nejvyšší návštěva na stadionu od roku 1993 byla 12 106 fanoušků v sezóně 2000/01 na utkání s pražskou Spartou.

## Mezistátní reprezentační zápasy

### Československo
| 27. března 1991                           |       |        |                                                |
| Československo                            | 4 – 0 | Polsko | Přátelský zápas diváci: 8 278 rozhodčí: Wieser |
| Kuka 29' Moravčík 43' Pecko 80' Daněk 83' |       |        | Přátelský zápas diváci: 8 278 rozhodčí: Wieser |

| 16. října 1991 15:00 |       |             |                                                            |
| Československo       | 2 – 1 | Albánie     | Kvalifikace na ME 1992 diváci: 2 366 rozhodčí: Listkiewicz |
| Kuka 35' Lancz 39'   |       | 60' Zmijani | Kvalifikace na ME 1992 diváci: 2 366 rozhodčí: Listkiewicz |

### Česko
| 25. března 1998 17:00 |          |           |                                               |
| Česko                 | 2 – 1    | Irsko     | Přátelský zápas diváci: 9 405 rozhodčí: Juhos |
| Šmicer 50' Lasota 76' | (Report) | 10' Breen | Přátelský zápas diváci: 9 405 rozhodčí: Juhos |

| 21. srpna 2002                   |          |           |                                                 |
| Česko                            | 4 – 1    | Slovensko | Přátelský zápas diváci: 11 986 rozhodčí: Douros |
| Koller 31', 64' Rosický 70', 78' | (Report) | 8' Németh | Přátelský zápas diváci: 11 986 rozhodčí: Douros |

| 11. června 2003 20:15                                  |          |           |                                                             |
| Česko                                                  | 5 – 0    | Moldavsko | Kvalifikace na Euro 2004 diváci: 12 097 rozhodčí: Jakobsson |
| Šmicer 42' Koller 73' (p) Štajner 82' Lokvenc 88', 90' | (Report) |           | Kvalifikace na Euro 2004 diváci: 12 097 rozhodčí: Jakobsson |

| 7. září 2005 17:30                 |          |              |                                                         |
| Česko                              | 4 – 1    | Arménie      | Kvalifikace na MS 2006 diváci: 12 015 rozhodčí: Hansson |
| Heinz 47' Polák 52', 76' Baroš 58' | (Report) | 85' Hakobjan | Kvalifikace na MS 2006 diváci: 12 015 rozhodčí: Hansson |

| 7. září 2010 20:15 |          |            |                                                         |
| Česko              | 0 – 1    | Litva      | Kvalifikace na Euro 2012 diváci: 12 038 rozhodčí: Yefet |
|                    | (Report) | 25' Šernas | Kvalifikace na Euro 2012 diváci: 12 038 rozhodčí: Yefet |

| 14. listopadu 2012 17:30 |          |           |                                                  |
| Česko                    | 3 – 0    | Slovensko | Přátelský zápas diváci: 11 464 rozhodčí: Lechner |
| Lafata 3', 6' Dočkal 73' | (Report) |           | Přátelský zápas diváci: 11 464 rozhodčí: Lechner |

| 22. března 2013 20:30 |          |                                    |                                                       |
| Česko                 | 0 – 3    | Dánsko                             | Kvalifikace na MS 2014 diváci: 12 288 rozhodčí: Neves |
|                       | (Report) | 56' Cornelius 66' Kjær 82' Zimling | Kvalifikace na MS 2014 diváci: 12 288 rozhodčí: Neves |

| 15. listopadu 2013 17:00 |          |        |                                              |
| Česko                    | 2 – 0    | Kanada | Přátelský zápas diváci: 9 749 rozhodčí: Bryn |
| Čelůstka 3' Hořava 81'   | (Report) |        | Přátelský zápas diváci: 9 749 rozhodčí: Bryn |

| 3. června 2014 20:30 |          |                                 |                                                      |
| Česko                | 1 – 2    | Rakousko                        | Přátelský zápas diváci: 10 653 rozhodčí: Van Boekell |
| Hořava 42'           | (Report) | 34' Sabitzer 72' Baumgartlinger | Přátelský zápas diváci: 10 653 rozhodčí: Van Boekell |

| 10. června 2019 20:45                            |       |            |                                                              |
| Česko                                            | 3 – 0 | Černá Hora | Kvalifikace na Euro 2020 diváci: 11 565 rozhodčí: Bezborodov |
| Jankto 18' Kopitović 49' (vl.) Schick 81' (pen.) |       |            | Kvalifikace na Euro 2020 diváci: 11 565 rozhodčí: Bezborodov |

| 7. září 2020 20:45 |       |                               |                                                                   |
| Česko              | 1 – 2 | Skotsko                       | Liga národů UEFA 2020/21 diváci: 0 (covid-19) rozhodčí: Gözübüyük |
| Pešek 11'          |       | 27' Dykes 52' (pen.) Christie | Liga národů UEFA 2020/21 diváci: 0 (covid-19) rozhodčí: Gözübüyük |

| 11. listopadu 2021 18:30                                      |       |        |                                                  |
| Česko                                                         | 7 – 0 | Kuvajt | Přátelský zápas diváci: 5 367 rozhodčí: Kralovič |
| Barák 25' Pešek 45', 46' Souček 56' Novák 60' Sýkora 83', 88' |       |        | Přátelský zápas diváci: 5 367 rozhodčí: Kralovič |

| 16. listopadu 2022 18:00                    |       |                 |                                                |
| Česko                                       | 5 – 0 | Faerské ostrovy | Přátelský zápas diváci: 10 762 rozhodčí: Dodal |
| Chytil 13', 19', 23' Černý 42' Stronati 76' |       |                 | Přátelský zápas diváci: 10 762 rozhodčí: Dodal |

| 20. listopadu 2023 20:45         |       |           |                                                           |
| Česko                            | 3 – 0 | Moldavsko | Kvalifikace na Euro 2024 diváci: 11 650 rozhodčí: Schärer |
| Douděra 14' Chorý 72' Souček 90' |       |           | Kvalifikace na Euro 2024 diváci: 11 650 rozhodčí: Schärer |

| 19. listopadu 2024 20:45 |       |                |                                                          |
| Česko                    | 2 – 1 | Gruzie         | Liga národů B, sk. 1 diváci: 12 566 rozhodčí: Papapetrou |
| Šulc 3' Hložek 24'       |       | 60' Mikautadze | Liga národů B, sk. 1 diváci: 12 566 rozhodčí: Papapetrou |